# Escornebœuf
Escornebœuf – miejscowość i gmina we Francji, w regionie Oksytania, w departamencie Gers.
Według danych na rok 1990 gminę zamieszkiwały 473 osoby, a gęstość zaludnienia wynosiła 19 osób/km² (wśród 3020 gmin regionu Midi-Pireneje Escornebœuf plasuje się na 610. miejscu pod względem liczby ludności, natomiast pod względem powierzchni na miejscu 414.).